# Theisoa
Theisoa  este un oraș în Grecia în prefectura Elida.